# Catcher in the Rye (singolo)
Catcher in the Rye è un singolo del cantante britannico Ross Jennings, pubblicato il 29 ottobre 2021 come quinto estratto dal primo album in studio A Shadow of My Future Self.

## Descrizione
Il brano è stato tra gli ultimi composti per il disco, con il testo scritto in circa 15 minuti. Il titolo è un omaggio all'omonimo romanzo di J. D. Salinger ma è stato scelto dall'artista in quanto rappresenta l'ultimo libro da lui ricevuto da un amico stretto morto anni prima e a cui il testo è dedicato:

## Video musicale
Il video, diretto da Jennings stesso, è stato reso disponibile in contemporanea con il lancio del singolo attraverso il suo canale YouTube.

## Tracce
Download digitale (Europa)
1. Catcher in the Rye – 5:18

Download digitale (Regno Unito, Stati Uniti)
1. Catcher in the Rye – 5:18
2. Feelings – 4:56
3. Violet – 5:29
4. Grounded – 8:02
5. Words We Can't Unsay – 5:04

## Formazione
Musicisti
- Ross Jennings – voce, chitarra
- Nathan Navarro – basso
- Simen Sandnes – batteria
- Vikram Shankar – pianoforte, tastiera, arrangiamento orchestrale
- Kristian Frostad – lap steel guitar
- Blåsemafian
  - Jørgen Lund Karlsen – sassofono, arrangiamento ottoni
  - Sigurd Evensen – trombone
  - Stig Espen Hundsnes – tromba
- Danielle Sassi – flauto traverso

Produzione
- Ross Jennings – produzione
- Karim Sinno – missaggio, montaggio e ingegneria del suono aggiuntivi
- Ermin Hamidovic – mastering
- Paul "Win" Winstanley – registrazione e ingegneria voce e chitarra aggiuntiva